# チャールズ・タイナー
チャールズ・タイナー（Charles Tyner,  1923年6月8日 - 2017年11月8日）は、アメリカ合衆国の俳優である。

## 来歴
1925年、バージニア州ダンビルに生まれる。1957年にブロードウェイ舞台の『Orpheus Descending』で役者デビューを飾る。1959年には同じくブロードウェイ舞台の『Sweet Bird of Youth』でポール・ニューマンとも共演した。ちなみにニューマンとは後年『暴力脱獄』や『オレゴン大森林/わが緑の大地』で再共演している。同年、ソフィア・ローレン主演の『私はそんな女』でノークレジットながらも映画デビュー。
その後は徐々に性格俳優として頭角を現していき、スティーヴ・マックイーン主演の『華麗なる週末』やアルフレッド・ヒッチコック監督の『ファミリー・プロット』などの話題作へ出演。バッド・コート、ルース・ゴードン出演の『ハロルドとモード 少年は虹を渡る』ではコート演じる主人公の軍人の叔父を演じて印象を残した。それ以降も出演作を増やしていき、テレビドラマへも数多く出演。1990年と1991年にはフレッド・サベージ主演の青春ドラマシリーズ『素晴らしき日々』では耳の遠い図工教師として出演している。

## 出演作品

### 映画
- 私はそんな女 That Kind of Woman (1959)
- 未知への飛行 Fail-Safe (1964)
- リリス Lilith (1964)
- 暴力脱獄 Cool Hand Luke (1967)
- レッド・ムーン The Stalking Moon (1968)
- シカゴ・シカゴ/ ボスをやっつけろ! Gaily, Gaily (1969)
- 華麗なる週末 The Reivers (1969)
- テキサス魂 The Cheyenne Social Club (1970)
- ムーンシャイン・ウォー The Moonshine War (1970)
- The Traveling Executioner (1970)
- モンテ・ウォルシュ Monte Walsh (1970)
- オレゴン大森林/わが緑の大地 Sometimes a Great Notion (1970)
- 追跡者 Lawman (1971)
- ハロルドとモード 少年は虹を渡る Harold and Maude (1971)
- 11人のカウボーイ The Cowboys (1972)
- 複数犯罪 Fuzz (1972)
- 大いなる勇者 Jeremiah Johnson (1972)
- 夕陽の群盗 Bad Company (1972)
- 北国の帝王 Emperor of the North Pole (1973)
- シンジケート The Stone Killer (1973)
- 真夜中の男 The Midnight Man (1974)
- ロンゲスト・ヤード The Longest Yard (1974)
- 連続殺人・恐怖のスキー場 Winter Kill (1974)
- 最大の贈物 The Greatest Gift (1974) ※テレビ映画
- Young Pioneers (1976) ※テレビ映画
- ファミリー・プロット Family Plot (1976)
- アウトロー The Outlaw Josey Wales (1976)
- ピートとドラゴン Pete's Dragon (1977)
- Peter Lundy and the Medicine Hat Stallion (1977)
- 名犬ラッシー/ロッキーを越えて Lassie: A New Beginning (1978)
- The Incredible Journey of Doctor Meg Laurel (1979)
- A Matter of Life and Death (1981)
- デビルスピーク Evilspeak (1981)
- 霊界からのメッセージ・降霊盤の謎 Deadly Messages (1985)
- セクシーキャンパス美女旋風 Hamburger: The Motion Picture (1986)
- 殺しのベストセラー Best Seller (1987)
- 大災難P.T.A. Planes, Trains & Automobiles (1987)
- パルス・ショック Pulse (1988)
- I'll Be Home for Christmas (1988) ※テレビ映画
- ハリーの妻難 Enid Is Sleeping (1990)
- パスタイム Pastime (1990)
- モトラマ/5億ドルを狙え! Motorama (1991)
- 探偵ハート&ハート Hart to Hart: Home Is Where the Hart Is (1994) ※テレビ映画

### テレビドラマ
- The DuPont Show of the Month (1960)
- Sunday Showcase (1960)
- 裸の町 Naked City (1961, 1963)
- Hawk (1966)
- Dundee and the Culhane (1967)
- バークレー牧場 The Big Valley (1967)
- ハイシャパラル The High Chaparral (1969)
- サージ Sarge (1971)
- 西部二人組 Alias Smith and Jones (1971)
- 燃えよ! カンフー Kung Fu (1973)
- わが家は11人 The Waltons (1973)
- マニックス特捜網 Mannix (1973)
- マンハンター The Manhunter (1974)
- 警部マクロード McCloud (1975)
- Rich Man, Poor Man (1976)
- City of Angels (1976)
- チャーリーズ・エンジェル Charlie's Angels (1977)
- 西部開拓史 How the West Was Won (1979)
- 名探偵ジョーンズ Barnaby Jones (1979)
- 爆発!デューク The Dukes of Hazzard (1980)
- Father Murphy (1981, 1982)
- 超人ハルク Incredible Hulk (1982)
- 大草原の小さな家 Little House on the Prairie (1983)
- After MASH (1983)
- セント・エルスウェア St. Elsewhere (1984)
- The Jeffersons (1984)
- ハイウェイ・トウ・ヘブン Highway to Heaven (1984)
- ヒルストリート・ブルース Hill Street Blues (1985)
- ダラス Dallas (1988)
- 素晴らしき日々 The Wonder Years (1990, 1991)
- マトロック Matlock (1992)
- オン・ジ・エアー On the Air (1992)
- ER緊急救命室 ER (1999)
- Dr.マーク・スローン Diagnosis Murder (2001)